# Championnat de France de football de deuxième division 1975-1976
Navigation
Division 2 1974-1975 Division 2 1976-1977
Le Championnat de France de football D2 1975-1976 se compose de deux poules géographiques de 18 clubs. Le SCO Angers devient champion de France de D2 et accède en première division en compagnie du Stade rennais FC et du Stade lavallois. 
Un système de points de bonus est mis en place. Un point de bonus est en effet attribué à l’équipe qui gagne son match avec un écart d’au moins deux buts.

## Les 36 clubs participants
| Groupe A - Amiens SC - AS Angoulême - US Boulogne - Stade brestois - SM Caen - LB Châteauroux - SO Cholet - US Dunkerque - Entente Fontainebleau - SC Hazebrouck - Stade lavallois - FC Lorient - US Malakoff - Paris FC - Stade rennais FC - FC Rouen - CS Sedan-Ardennes - Tours FC | Groupe B - Gazélec Ajaccio - SCO Angers - AJ Auxerre - RCFC Besançon - AS Béziers - AS Cannes - ECAC Chaumont - SAS Épinal - FC Gueugnon - FC Martigues - EDS Montluçon - FC Mulhouse - JGA Nevers - Red Star FC - SR Saint-Dié - FC Sète - SC Toulon - Toulouse FC |

## Classement final

### Groupe A
| Rang | Équipe                | Pts | J  | G  | N  | P  | Bp | Bc | Diff | Bon |
| ---- | --------------------- | --- | -- | -- | -- | -- | -- | -- | ---- | --- |
| 1    | Stade rennais FC      | 60  | 34 | 22 | 6  | 6  | 82 | 32 | +50  | +10 |
| 2    | Stade lavallois       | 57  | 34 | 21 | 8  | 5  | 71 | 28 | +43  | +7  |
| 3    | FC Lorient            | 45  | 34 | 15 | 9  | 10 | 55 | 36 | +19  | +6  |
| 4    | FC Rouen              | 45  | 34 | 17 | 2  | 15 | 60 | 48 | +12  | +9  |
| 5    | Amiens SC             | 44  | 34 | 15 | 8  | 11 | 47 | 42 | +5   | +6  |
| 6    | SM Caen               | 43  | 34 | 16 | 8  | 10 | 54 | 48 | +6   | +3  |
| 7    | SC Hazebrouck         | 40  | 34 | 12 | 12 | 10 | 42 | 34 | +8   | +4  |
| 8    | LB Châteauroux        | 38  | 34 | 13 | 12 | 9  | 29 | 24 | +5   | 0   |
| 9    | Tours FC              | 38  | 34 | 14 | 7  | 13 | 47 | 47 | 0    | +3  |
| 10   | AS Angoulême          | 35  | 34 | 13 | 6  | 15 | 51 | 54 | -3   | +3  |
| 11   | US Dunkerque          | 34  | 34 | 10 | 11 | 13 | 38 | 46 | -8   | +3  |
| 12   | Paris FC              | 33  | 34 | 13 | 3  | 18 | 47 | 53 | -6   | +4  |
| 13   | Entente Fontainebleau | 30  | 34 | 9  | 11 | 14 | 42 | 51 | -9   | +1  |
| 14   | US Boulogne           | 30  | 34 | 12 | 5  | 17 | 37 | 48 | -11  | +1  |
| 15   | Stade brestois        | 29  | 34 | 9  | 11 | 14 | 34 | 57 | -23  | 0   |
| 16   | CS Sedan-Ardennes     | 29  | 34 | 8  | 9  | 17 | 43 | 75 | -32  | +4  |
| 17   | SO Cholet             | 28  | 34 | 9  | 7  | 18 | 38 | 58 | -20  | +3  |
| 18   | US Malakoff           | 23  | 34 | 9  | 3  | 22 | 31 | 67 | -36  | +2  |

 Victoire à 2 points

### Groupe B
| Rang | Équipe          | Pts | J  | G  | N  | P  | Bp | Bc | Diff | Bon |
| ---- | --------------- | --- | -- | -- | -- | -- | -- | -- | ---- | --- |
| 1    | SCO Angers      | 53  | 34 | 18 | 8  | 8  | 69 | 40 | +29  | +9  |
| 2    | Red Star FC     | 50  | 34 | 18 | 6  | 10 | 51 | 25 | +26  | +8  |
| 3    | SC Toulon       | 45  | 34 | 17 | 8  | 9  | 50 | 31 | +19  | +3  |
| 4    | AS Cannes       | 43  | 34 | 16 | 9  | 9  | 47 | 31 | +16  | +2  |
| 5    | FC Gueugnon     | 42  | 34 | 15 | 10 | 9  | 37 | 31 | +6   | +2  |
| 6    | Toulouse FC     | 40  | 34 | 13 | 11 | 10 | 62 | 53 | +9   | +3  |
| 7    | FC Martigues    | 40  | 34 | 14 | 9  | 11 | 47 | 41 | +6   | +3  |
| 8    | RCFC Besançon   | 40  | 34 | 14 | 9  | 11 | 46 | 40 | +6   | +3  |
| 9    | AS Béziers      | 39  | 34 | 13 | 9  | 12 | 44 | 36 | +8   | +4  |
| 10   | AJ Auxerre      | 39  | 34 | 13 | 11 | 10 | 44 | 36 | +8   | +2  |
| 11   | Gazélec Ajaccio | 36  | 34 | 13 | 6  | 15 | 44 | 48 | -4   | +4  |
| 12   | SAS Épinal      | 32  | 34 | 10 | 8  | 16 | 42 | 52 | -10  | +4  |
| 13   | ECAC Chaumont   | 32  | 34 | 9  | 12 | 13 | 41 | 56 | -15  | +2  |
| 14   | SR Saint-Dié    | 32  | 34 | 11 | 8  | 15 | 36 | 53 | -17  | +2  |
| 15   | FC Sète         | 31  | 34 | 8  | 12 | 14 | 44 | 43 | +1   | +3  |
| 16   | FC Mulhouse     | 31  | 34 | 12 | 5  | 17 | 41 | 63 | -22  | +2  |
| 17   | EDS Montluçon   | 27  | 34 | 8  | 9  | 17 | 36 | 57 | -21  | +2  |
| 18   | JGA Nevers      | 19  | 34 | 6  | 6  | 22 | 29 | 74 | -45  | +1  |

 Victoire à 2 points

## Issue de ce championnat
- Le SCO Angers, le Stade rennais FC et le Stade lavallois sont promus en championnat de première division.
- Équipes reléguées de la première division : l'AS Monaco, le RC Strasbourg et l'Olympique avignonnais.
- Les 6 équipes reléguées en Championnat de France de Division 3 : l'US Malakoff, le SO Cholet, la JGA Nevers, l'Étoile Montluçon, le FC Mulhouse et le CS Sedan.
- Les équipes du FC Bourges, de l'US Tavaux Damparis, de l'AC Arles, de l'Amicale de Lucé, du Stade Quimpérois et l'US Nœux-les-Mines, sont promus en championnat de deuxième division.

## Attribution du titre
La formule du tournoi est appliquée pour permettre de décerner le titre honorifique de champion de France de Division 2. Les vainqueurs de chaque groupe vont se rencontrer en matchs aller-retour et le meilleur sera alors sacré champion.
- SCO Angers 3-2 Stade rennais FC
- Stade rennais FC 4-6 SCO Angers

Le SCO Angers est sacré champion de France de deuxième division.

## Barrages pour l'accession en division 1
Les deux deuxièmes vont se rencontrer en matchs aller-retour de barrage pour désigner le troisième club qui accèdera à la 1re division.
| Barrages - Stade lavallois 1-0 Red Star FC - Red Star FC 1-2 Stade lavallois |

À l'issue des barrages, le Red Star FC reste en deuxième division, le Stade lavallois est promu en première division.

## Buteurs
| Place | Joueur           | Nationalité | Club            | Buts | Groupe |
| ----- | ---------------- | ----------- | --------------- | ---- | ------ |
| 1er   | Marc Berdoll     | France      | SCO Angers      | 25   | Gr B   |
| 2e    | Bojidar Antić    | Yougoslavie | SM Caen         | 22   | Gr A   |
| 3e    | Joachim Martinez | Argentine   | Toulouse FC     | 21   | Gr B   |
| 4e    | Eric Lhoste      | France      | SM Caen         | 20   | Gr A   |
| 5e    | Serge Lugier     | France      | AS Angoulême    | 19   | Gr A   |
| 6e    | Bernard Blanchet | France      | Stade lavallois | 18   | Gr A   |

## Sources
- L'Équipe (Août 1974 à Juin 1975)
- France Football (Août 1974 à Juin 1975)